# Hermes de Narbona
Hermes (en francès Herme) fou un bisbe gal successor a la diòcesi de Narbona de sant Rústic.
Rústic el va enviar a Roma on es va destacar per la seva pietat i fou ordenat bisbe de Besiers en temps del papa Lleó I (440-461) ordenació feta pel mateix Rústic, però el clergat local va refusar el seu reconeixement per motius no aclarits, i no va fer cap pas per imposar-se, vivint fora de la diòcesi fins que Rústic, veient els seus mèrits i ja proper a morir, el va designar successor i va escriure a Lleó I demanant autorització pel nomenament; el papa va considerar que no estava autoritzat per fer el nomenament però el poble i clergat de Narbona el va reconèixer quan va morir Rústic, probablement el 28 d'octubre del 461.
El 462 Teodoric II (rei dels visigots) va enviar al seu germà Frederic el visigot com a governador de Narbona. Frederic era arrià i no va tardar a topar amb Hermes; el governador va escoltar les queixes contra el nomenament d'Hermes i va escriure una carta al papa Hilari I (461-468); el papa va contestar escrivint una carta el 3 de novembre del 462 que va enviar a Lleonci, bisbe d'Arle i vicari del papa a les Gàl·lies, al que va tirar en cara la seva negligència en informar-lo de la situació i li va ordenar instruir un procediment amb els bisbes veïns per adoptar les decisions adients en concili que se celebraria el 19 de novembre (aniversari de la seva ordenació). Aquest concili de caràcter provincial va reunir diversos bisbes que van acordar ratificar a Hermes com a bisbes en benefici de la pau, però fou privat personalment del dret de metropolità per nomenar bisbes a la província, i les funcions de metropolità van passar durant la vida d'Hermes a Constanci, bisbe d'Usès, com a bisbe de més antiguitat de la província i en cas de mort al bisbe més antic.
Hilari I va comunicar la decisió als bisbes de la Lionesa Primera, la Narbonesa Primera, la Narbonesa Segona, la Vienesa, i la província d'Alps Segona (o Alps Penins) par carta datada el 3 de desembre del 462. El papa elogia a la carta a Hermes però condemna la manera en què fou designat contrari als decrets sants, si bé entenia que es podia justificar.
El següent bisbe conegut és Caprarpus (506).